# گابی (ایتالیا)
گابی (به ایتالیایی: Gaby) یک کومونه در ایتالیا است که در واله دائوستا واقع شده‌است.

## خصوصیات
گابی ۳۲٫۴۶ کیلومترمربع مساحت و ۴۸۷ نفر جمعیت دارد و ۱٬۰۴۷ متر بالاتر از سطح دریا واقع شده‌است.